# Lou Moore
Lewis Henry „Lou” Moore (ur. 12 września 1904 roku w Hinton, zm. 25 marca 1956 roku w Atlancie) – amerykański kierowca wyścigowy.

## Kariera
W swojej karierze Moore startował głównie w Stanach Zjednoczonych w mistrzostwach AAA Championship Car oraz towarzyszącym mistrzostwom słynnym wyścigu Indianapolis 500, będącym w latach 1923-1930 jednym z wyścigów Grandes Épreuves. W pierwszym sezonie startów, w 1928 roku stawał dwukrotnie na podium, w tym był drugi w wyścigu Indianapolis 500. Z dorobkiem 406 punktów uplasował się na trzeciej pozycji w klasyfikacji generalnej. Rok później stanął raz na podium. Uzbierane 70 punktów dało mu dwunaste miejsce w końcowej klasyfikacji kierowców. W 1931 roku w mistrzostwach AAA odniósł dwa zwycięstwa. Uzbierał łącznie 240 punktów, co dało mu ósmą pozycję w klasyfikacji generalnej. Rok później w Indy 500 wywalczył pole position i zachował pierwsze miejsce aż do mety. W sezonie 1933 był trzeci, lecz w mistrzostwach AAA jego dorobek wyniósł 530 punktów. Wystarczyło to do tytułu wicemistrzowskiego. W 1934 roku w Indianapolis 500 był trzeci, a w mistrzostwach AAA - ósmy. W tym samym roku wystartował w Europie, w Grand Prix Trypolisu, gdzie uplasował się na siódmej pozycji.